# 梅希爾 (新墨西哥州)
梅希爾（英語：Mayhill）是位於美國新墨西哥州奧特羅縣的普查規定居民點。

## 人口
根據2020年美國人口普查的數據，梅希爾的面積為19.60平方千米，皆為陸地。當地共有人口96人，而人口密度為每平方千米4.9人。